# Triphosa indubitata
Triphosa indubitata är en fjärilsart som beskrevs av Augustus Radcliffe Grote 1882. Triphosa indubitata ingår i släktet Triphosa och familjen mätare. Inga underarter finns listade i Catalogue of Life.